# Kira ~ Fleur des neiges
Kira ~ Fleur des neiges, également connu sous son titre original Yukibana -Kira- (雪花 -きら-) et son titre anglais Kira -snowdrop-, est l'unique jeu vidéo du cercle amateur Tinsmith. Il s'agit d'un visual novel — roman vidéoludique en français — sorti le 15 avril 2002 disponible pour Windows uniquement. Il est relativement court, The Visual Novel Database estime sa durée à environ 2 heures. Le jeu tourne sous le moteur de jeu NScripter, moteur apprécié par les développeurs de jeux vidéo amateurs.

## Synopsis
Une ville couverte de neige, un homme, une mystérieuse petite fille, leur étrange rencontre…

## Traductions amatrices
Le jeu a d'abord été traduit en anglais par Peter « Haeleth » Jolly en 2005 à l'occasion du marathon de traduction amatrice al together.
Bien que le groupe signala refuser toute traduction amatrice en refusant de donner son accord à la publication de la traduction anglaise de Peter « Haeleth » Jolly, connu pour avoir maintenu un temps la branche anglophone d'ONScripter, un clone de NScripter open source, tandis que la branche anglophone quant à elle en charge l'alphabet anglais, mais Haeleth est également pour sa traduction de Narcissu et Narcissu: Side 2nd. Traduction anglaise supprimée du site d'Haeleth depuis, mais vite remise en ligne par d'autres internautes.
Cela n'a cependant pas empêché certains traducteurs de publier leur traduction. Après la traduction anglaise, le jeu fut par exemple traduit en français en 2010.

## Accueil
|                           | Note                      | Ref   |
| ------------------------- | ------------------------- | ----- |
| The Visual Novel Database | 5.92 (moyen) note moyenne | [ 2 ] |

## Voir également
- Visual novel
- NScripter
- Traduction amatrice de jeu vidéo